# مات كونور
مات كونور (بالإنجليزية: Matt Connor)‏ هو لاعب كرة القدم الغالية أيرلندي، ولد في 1960 في Walsh Island ‏ في جمهورية أيرلندا.